# Evangelische Kirche Neuhof (Taunusstein)

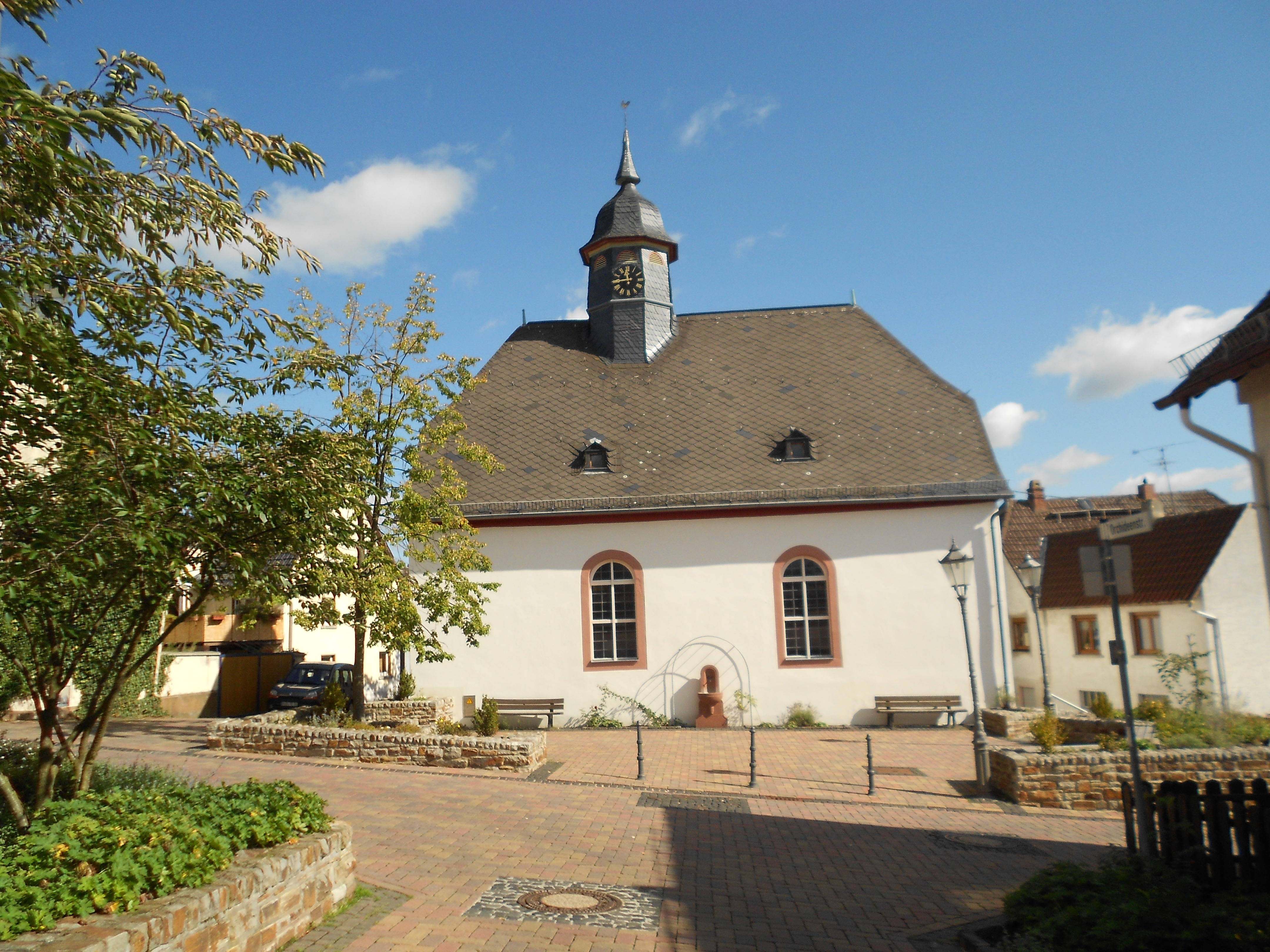
Evangelische Kirche Neuhof

Die Evangelische Kirche Neuhof ist ein denkmalgeschütztes Kirchengebäude in Neuhof, einem Stadtteil von Taunusstein im Rheingau-Taunus-Kreis in Hessen. Die Kirche gehört zur Kirchengemeinde Neuhof und Orlen im Dekanat Rheingau-Taunus in der Propstei Rhein-Main der Evangelischen Kirche in Hessen und Nassau.

## Geschichte
Eine Kapelle wird in Urkunden bereits 1333 erwähnt, die von Gerlach von Nassau, der sich häufig auf seiner Burg aufhielt, gestiftet wurde. Im Jahr 1700 war die Kapelle baufällig, aber erst 1717 wurde die neue Saalkirche an einem anderen Standort fertiggestellt.

## Beschreibung
Aus dem Krüppelwalmdach des Kirchenschiffs erhebt sich ein achteckiger, schiefergedeckter, mit einer glockenförmigen Haube bedeckter Dachreiter, der die Turmuhr und den Glockenstuhl beherbergt, in dem inzwischen vier Kirchenglocken hängen. Die erste, 1650/55 gegossene wurde 1728 von der Kirchengemeinde in Naurod, heute Wiesbaden-Naurod gekauft. Die anderen drei Glocken wurden von der Glocken- und Kunstgießerei Rincker gegossen, eine 1920, eine zweite 1955 und die dritte 2017. Die 1867/68 aufgestellte Orgel stammt aus einer evangelischen Kirche in Limburg und wurde von Orgelbauer Embach aus Rauenthal gebaut. Die Kirchenausstattung stammt überwiegend aus der Bauzeit.